# Claude François Devosge
Claude François Devosge (1697 à Gray - 5 décembre 1777 à Dijon) était un sculpteur et un architecte français.

## Biographie
La famille de Claude François Devosge comptait de nombreux artistes :
- son père, Claude François Devosge, était graveur sur bois, (1675 à Chambéry en France - 1726 à Gray en France) ;
- son frère, Michel Devoge, était sculpteur (1711 à Gray - 1800) ;
- un autre frère, Philippe Devosge, était sculpteur à Gray ;
- son fils, François Devosge était peintre.

## Œuvres

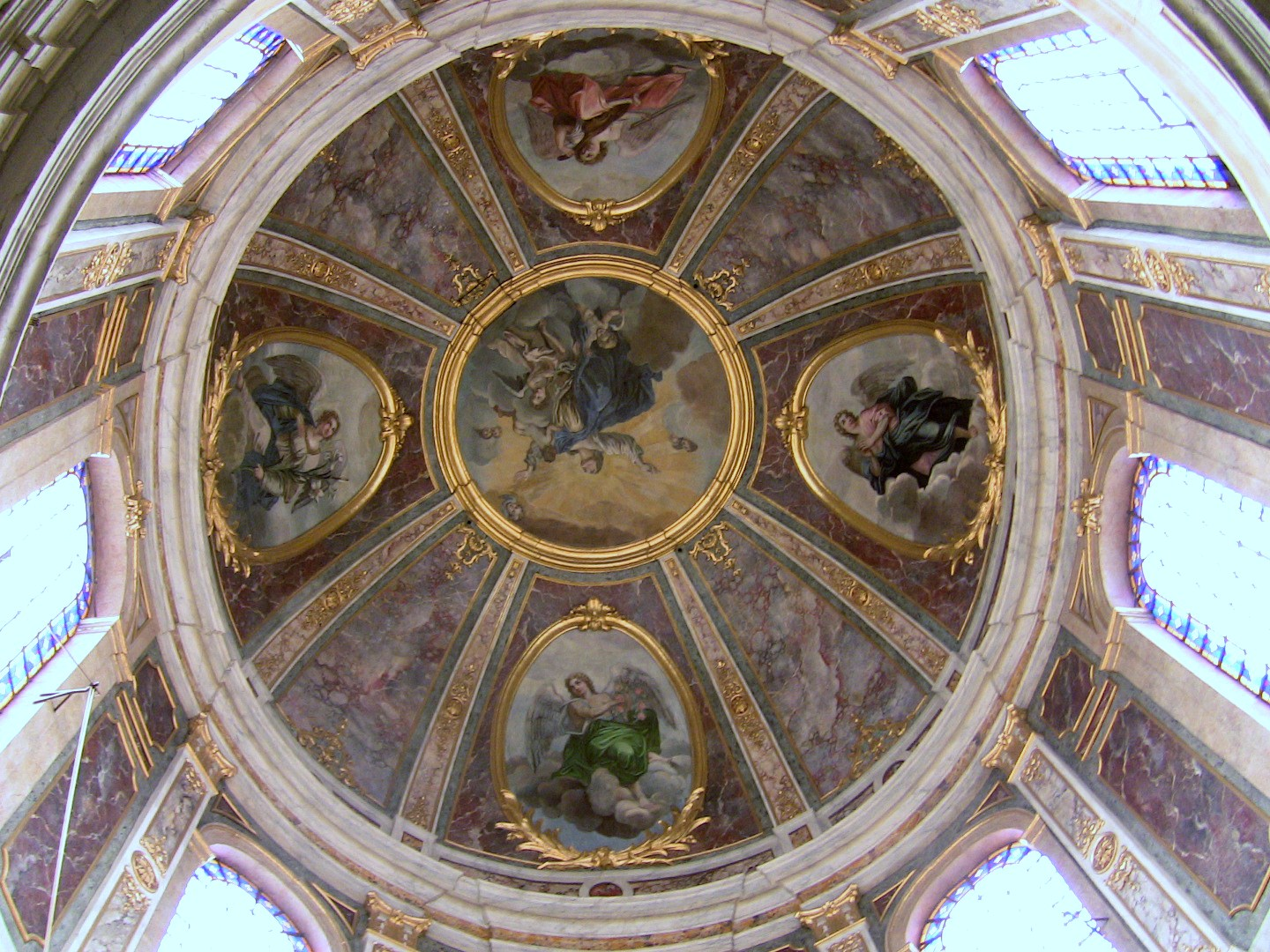
Coupole de la chapelle Notre-Dame-du-Foyer à Besançon